# 赛芒萁
赛芒萁（学名：Dicranopteris subpectinata）为里白科芒萁属下的一个种。